# Chór Dziewczęcy Poznańskiej Szkoły Chóralnej Jerzego Kurczewskiego
Chór Dziewczęcy Poznańskiej Szkoły Chóralnej Jerzego Kurczewskiego (Chór Dziewczęcy PSChJK) powstał w 2008 roku w Poznańskiej Szkole Chóralnej Jerzego Kurczewskiego z inicjatywy dyrektora Krzysztofa Wójcika. W 2013 roku z chóru wyodrębnił się Zespół Wokalny Akrywima, który działał do 2017 roku. Obecnie Chór Dziewczęcy PSChJK liczy ponad 50 dziewcząt w wieku 10–14 lat. 
Zespół aktywnie uczestniczy w festiwalach, spektaklach operowych, projektach artystycznych realizowanych przez wyższe uczelnie oraz seminariach chórmistrzowskich. Od 2010 roku bierze udział w konkursach o randze ogólnopolskiej i międzynarodowej, zdobywając liczne nagrody, w tym w pierwszej edycji Międzynarodowego Festiwalu Chórów Dziewczęcych Trillme Festival w Poznaniu (2014), w Międzynarodowym Konkursie Chóralnym w Weronie (2015) oraz na Łódzkim Festiwalu Chóralnym „Cantio Lodziensis” (2016, 2018).

## Dyrygenci
- Dorota Wojnowska (2008 - czerwiec 2017)
- Laura Stieler (wrzesień 2017 - wrzesień 2022)
- Anna Michalak (od września 2022)

## Osiągnięcia
- 2013: Złoty Medal na II Gdańskim Międzynarodowym Festiwalu Chóralnym[2]
- 2013: Złoty Anioł na IV Krakowskim Międzynarodowym Festiwalu Pieśni Adwentowych i Bożonarodzeniowych[3]
- 2015: Złoty Puchar, Nagroda dla Najlepszego Dyrygenta, Nagroda Specjalna za najlepszą prezentację utworu obowiązkowego na XXVI Międzynarodowym Konkursie Chóralnym w Weronie[4]
- 2016: I Miejsce i Nagroda Kuratora Oświaty za najlepszy chór dziecięcy Konkursu na XIX Łódzkim Festiwalu Chóralnym Cantio Lodziensis[5]
- 2017: I Miejsce, Nagroda Specjalna za Najlepsze Wykonanie Pieśni Maryjnej oraz Nagroda dla Najlepszego Dyrygenta (Laury Stieler) na VI Ogólnopolskim Konkursie Pieśni Chóralnej MARYI MATCE w Poznaniu.
- 2018: I Miejsce na XXI Łódzkim Festiwalu Chóralnym Cantio Lodziensis[6]
- 2019: Grand Prix, I Miejsce oraz Nagroda Specjalna za Najlepsze Wykonanie Utworu G.G. Gorczyckiego na V Ogólnopolskim Konkursie Chóralnym Muzyki Dawnej im. Grzegorza Gerwazego Gorczyckiego „ARS LONGA” w Poznaniu.[7] (zespół Alla Fine)
- 2021: Złoty dyplom dla Chóru Dziewczęcego (kategoria Chóry Dziecięce), złoty dyplom dla Alla Fine (kategoria Chóry Żeńskie), Nagroda Specjalna Senatora Henryka Stokłosy za drugą punktację w kategorii chórów żeńskich (Alla Fine), Nagroda Specjalna Firmy Hjort Knudsen Polen za najwyższą punktację w kategorii chórów dziecięcych (Chór Dziewczęcy), na II Ogólnopolskim Konkursie Chórów On-line „O Crux Ave” – Wysoka 2021.[8]

## Dyskografia
Chór nagrał dwie płyty CD.